# گیدو کوئن
گیدو کوئن (انگلیسی: Guido Coen؛ ۱ ژانویهٔ ۱۹۱۵ – ۱ ژانویهٔ ۲۰۱۰) تهیه‌کننده فیلم ایتالیایی‌الاصل اهل انگلستان بود که در جریان جنگ جهانی دوم به‌همراه خانواده‌اش به دوگلاس آمدند.
از فیلم‌ها یا مجموعه‌های تلویزیونی که وی در آن‌ها نقش داشته‌است، می‌توان به با آقای کالاهان آشنا شوید و مرد بدون بدن اشاره نمود.